# The 1989 World Tour Live
The 1989 World Tour Live é o quinto álbum de vídeo da artista musical estadunidense Taylor Swift. O vídeo, gravado em 28 de novembro de 2015 no ANZ Stadium, em Sydney, Austrália, durante um concerto da turnê The 1989 World Tour que teve o comparecimento de 75.980 pessoas, foi dirigido por Jonas Åkerlund. Seu lançamento mundial ocorreu em 20 de dezembro de 2015, sendo disponibilizado exclusivamente no serviço de streaming Apple Music, através da gravadora Big Machine Records.

## Antecedentes e lançamento
O quinto álbum de Swift, 1989, foi lançado em 27 de outubro de 2014, recebendo aclamação crítica e vendendo mais de 8.6 milhões de cópias mundialmente durante 2014, ano no qual tornou-se o mais vendido. 1989 deu a Swift seu segundo Grammy Award de Album of the Year, tornando-a a primeira cantora a conseguir este feito, e diversos outros prêmios pelo planeta, além de ter sido considerado o melhor álbum de 2014 pelas revistas Billboard e Cosmopolitan.
A turnê em divulgação ao disco, intitulada The 1989 World Tour, iniciou-se em 5 de maio de 2015 em Tóquio, Japão. O repertório contou com todas as faixas da edição padrão do álbum, além de "I Knew You Were Trouble", "Enchanted" e "Love Story", esta última em uma versão retrabalhada. A última apresentação ocorreu em 12 de dezembro de 2015 em Melbourne, Austrália. A excursão recebeu análises positivas da mídia especializada, que elogiou a presença de palco da artista e o repertório escolhido, descrevendo-a como "épica", e também foi bem recebida comercialmente, com mais de dois milhões de ingressos sendo vendidos. Um total de US$ 250.7 milhões foram arrecadados, fazendo da digressão a mais bem sucedida da carreira da intérprete e do ano de 2015, bem como a quarta da história para uma artista feminina.
Em 13 de dezembro de 2015, um dia após o término da turnê, Swift anunciou a parceira com o serviço de streaming Apple Music para o lançamento de um vídeo da turnê, intitulado The 1989 World Tour Live, o que ocorreu em 20 do mesmo mês. A gravação ocorreu em 28 de novembro durante o concerto feito no ANZ Stadium, na Austrália, onde a cantora apresentou-se para 76 mil pessoas. O vídeo apresente a performance completa, além de imagens inéditas dos bastidores e dos ensaios com alguns dos convidados surpresa da excursão, como Mick Jagger, Selena Gomez, Justin Timberlake, Fetty Wap, Miranda Lambert, Alanis Morissette, Wiz Khalifa, Mary J. Blige, John Legend, Beck e St. Vincent.

## Lista de faixas
| N.º            | Título                                    | Compositor(es)                       | Duração |  |
| 1.             | "Welcome to New York"                     | Taylor Swift, Ryan Tedder            | 4:17    |  |
| 2.             | "New Romantics"                           | Swift, Max Martin, Shellback         | 4:24    |  |
| 3.             | "Blank Space"                             | Swift, Martin, Shellback             | 6:01    |  |
| 4.             | "I Knew You Were Trouble"                 | Swift, Martin, Shellback             | 6:34    |  |
| 5.             | "I Wish You Would"                        | Swift, Jack Antonoff                 | 3:46    |  |
| 6.             | "How You Get the Girl"                    | Swift, Martin, Shellback             | 5:23    |  |
| 7.             | "I Know Places"                           | Swift, Tedder                        | 4:29    |  |
| 8.             | "All You Had to Do Was Stay"              | Swift, Martin                        | 3:12    |  |
| 9.             | "You Are in Love"                         | Swift, Antonoff                      | 6:24    |  |
| 10.            | "Clean"                                   | Swift, Imogen Heap                   | 4:55    |  |
| 11.            | "Love Story"                              | Swift                                | 5:23    |  |
| 12.            | "Style"                                   | Swift, Martin, Shellback, Ali Payami | 3:48    |  |
| 13.            | "This Love"                               | Swift                                | 4:08    |  |
| 14.            | "Bad Blood"                               | Swift, Martin, Shellback             | 4:23    |  |
| 15.            | "We Are Never Ever Getting Back Together" | Swift, Martin, Shellback             | 5:07    |  |
| 16.            | "Enchanted" / "Wildest Dreams" (medley)   | Swift, Martin, Shellback             | 6:36    |  |
| 17.            | "Out of the Woods"                        | Swift, Antonoff                      | 6:49    |  |
| 18.            | "Shake It Off"                            | Swift, Martin, Shellback             | 7:51    |  |
| Duração total: | Duração total:                            | Duração total:                       | 2:11:00 |  |